# Brytyjskie Wyspy Dziewicze na Letnich Igrzyskach Olimpijskich 2004
Brytyjskie Wyspy Dziewicze na Letnich Igrzyskach Olimpijskich 2004 reprezentował 1 zawodnik.

## Skład kadry

### Lekkoatletyka
- Dion Crabbe

bieg na 200 m mężczyzn – uzyskał w pierwszej rundzie eliminacji czas 20,85 (nie awansował dalej)